# أليشمان
أليشمان (القرن 17 ميلادي) هو مستشرق ألماني.
عثر في مكتبة ليدن على نسخة مخطوطة من «جاويدان خرد» (الحكمة الخالدة) لمسكويه.

## المصدر
1. ↑  بدوي، عبد الرحمن، موسوعة المستشرقين، الطبعة الثالثة، ١٩٩٣، لبنان - بيروت، ص ٤٨.